# Vármegyeháza (Kaposvár)
A somogyi vármegyeháza (később, de csak 2022-ig megyeháza) Kaposvár egyik kiemelkedő klasszicista műemléképülete, melyben a Somogy vármegyei önkormányzat és a Rippl-Rónai Múzeum egy része (kiállítások, könyvgyűjtemény, régészeti és képzőművészeti osztály) működik.

## Története
Kaposvár 1749-ben lett végleg Somogy vármegye székhelye, így azonnal el kellett kezdni egy méltó vármegyeháza építését. Az első, még földszintes épület 1752-ben készült el barokk stílusban. Bár 1770-ben bővítették és átalakították, így is szűkösnek bizonyult a fejlődő vármegye számára, ezért az 1820-as években új épületet kezdtek építeni. Először a tőle délre levő börtön és a levéltár készült el, majd anélkül fogtak hozzá a vármegyeháza építéséhez, hogy egyáltalán engedély lett volna rá. Alapkőletétele 1828. június 30-án történt meg, körülbelül 3 év múlva már lényegében el is készült a Török Ferenc által tervezett épület, de csak 1832. május 1-jén avatták fel, aznap, amikor Mérey Sándor főispánt beiktatták. A homlokzat felső részén elhelyezték a vármegye címerét, alatta pedig a következő felirat olvasható ma is: „A’ KÖZJÓNAK”.
1872-ben itt szerelték fel Kaposvár első villámhárítóját, 1884-ben pedig elkészült a gyűlésteremben Somssich Pál arcképfestménye. 1903-ban Zala György Ferenc Józsefet és Erzsébet királynét ábrázoló szobrait helyezték el a földszinten, majd 1923-ban gróf Tisza István portréját is megfestették. 1943-ban katonai óvóhelyet is kialakítottak az épületben.
Számos fontos előadás, rendezvény is helyt kapott a történelem során a megyeházán. 1880-ban itt tartotta első nagygyűlését a Somogy Vármegyei Régészeti és Történelmi Társulat, 1909-ben pedig itt alakult meg a múzeumegyesület, majd 1932-ben a Magyar Amatőr Fényképezők Szövetségének Kaposvári Csoportja, 1958-ban pedig a Kaposvári Fotóklub alakuló ülésének is ez az épület adott otthont, végül itt tartották 1955. október 27-én az „ifjú micsurinisták” első Somogy megyei találkozóját. 1905-ben egy iparművészeti kiállítást rendeztek a megyeházán, melynek országos visszhangja is volt, és több ismert politikai személyiség, művész vagy előadó is fellépett vagy előadást tartott az épületben: 1845-ben gróf Batthyány Kázmér beszélt a Védegylet mozgalomról, 1878-ban Blaha Lujza lépett fel, 1890-ben Holub Emil afrikai utazó, 1901-ben báró Luzsénszky Félix búr szabadságharcos, 1920-ban Prohászka Ottokár székesfehérvári püspök, 1946-ban Erdei Ferenc, 1947-ben Szabó Lőrinc, majd Tersánszky Józsi Jenő beszédeit hallgathatta a közönség.
Történelmi események is lejátszódtak a ház falai között vagy az előtte álló téren: 1848 májusában a megyeház előtti ünnepi közgyűlésen hirdették ki a helyieknek az áprilisi törvényeket, majd (bár időközben Jellasics serege is feldúlta az épületet) egy év múlva megyebizottmányi gyűlésen ismertették a Függetlenségi nyilatkozatot. 1852. június 28-án ide látogatott Ferenc József császár, akit a levert forradalom után néhány évvel nem mindenki fogadott szívesen: a helyi közigazgatásban dolgozó számos vezető nem vett részt a császár fogadtatásán, betegségre hivatkozva. A Tanácsköztársaság kikiáltásakor, 1919 tavaszán katonák szállták meg a vármegyeházát és lezárták az összes kijáratot, de még ugyanabban az évben augusztus 3-án itt jelentették be a kommunista vezetők lemondását is. Vitéz nagybányai Horthy Miklós háromszor is ellátogatott a vármegyeházra: először 1919 szeptemberében (Siófokról jött sínautón, a nemzeti hadsereg fővezéreként), majd kormányzóvá választása után 1921 júniusában és 1923 áprilisában. 1931-ben honvédelmi minisztere, vitéz jákfai Gömbös Gyula is járt az épületben. 1945 elején itt alakult meg a helyi Nemzeti Bizottság, majd 1956. október 30-án gyűlést tartottak az akkor megyei tanácsnak nevezett épületnél, melynek során eltávolították a bukottnak vélt rendszer képviselőit a somogyi forradalmi tanácsból.
Az 1830-as években itt működött a város első nyomdája is, majd néhány évtizeddel később egy posztógyár is itt üzemelt, melyben rabokat foglalkoztattak. 1848-ban honvéd-toborzóiroda kapott itt helyt, a 20. század elejéig pedig a királyi törvényszék kaposvári kirendeltsége is. Az 1980-as évek közepétől a Rippl-Rónai Múzeum költözött ide, a megye irányítása pedig egy új, modern épületbe települt át, ám 2011-ben megindult a visszaköltözés folyamata: ma az épület ismét vármegyeházaként szolgál amellett, hogy a múzeum egy része is itt maradt.
2010-ben az épület nyugati falán emléktáblát avattak gróf Széchényi Ferenc Somogy vármegyei főispán emlékére, aki egyben a Magyar Nemzeti Múzeum és az Országos Széchényi Könyvtár alapítója is volt. 2023-ban a Széchényi-emléktábla mellett elhelyeztek egy újabbat is, a somogyi származású Somssich Pál tiszteletére, aki többek között a pesti képviselőház elnöke is volt.
2015-re elkészült az udvar átépítése és felújítása, így jött létre az udvarban a Kaposvári Vigasságok tere, amelyet 2015. augusztus 28-án az első Somogyi Értékek Napján nyitottak meg a nagyközönség számára. 2021-ben energetikai felújítás kezdődött, amelynek során léghőszivattyús fűtési rendszert építettek ki az elavult kazán leváltásával, szigetelték a padlásfödémet és kicserélték vagy korszerűsítették a nyílászárókat.
2024-ben az épület egyik külső falán, egy vakablakba helyezték el a Zichy Mihály Iparművészeti Szakgimnázium diákjai és egyik tanára által készített nagyméretű mozaikképet, amely Rippl-Rónai Vörösruhás nő című festményét ábrázolja.